# Michael Ealy
Michael Brown (Washington D. C.; 3 de agosto de 1973), conocido profesionalmente como Michael Ealy, es un actor estadounidense. Es conocido por sus papeles en La Barbería (2002), 2 Fast 2 Furious (2003), For Colored Girls (2010), About Last Night (2014) y The Perfect Guy. Ealy protagonizó la serie de Fox del género de ciencia ficción, drama policial, Almost Human en el papel de Dorian, el androide.

## Primeros años
Ealy nació en Washington D. C., y fue criado en Silver Spring, Maryland. Ealy se graduó de la escuela secundaria Springbrook y asistió a la Universidad de Maryland en College Park, Maryland. Su madre trabajó para IBM y su padre estaba en el negocio de los comestibles.

## Carrera
Comenzó su carrera como actor a finales de 1990, apareciendo en una serie de producciones teatrales. Entre sus primeros papeles en el cine estuvieron en Bad Company y Kissing Jessica Stein. Su papel estelar llegó en el 2002 en la película La Barbería, en la que interpreta al reformado matón callejero Ricky Nash, un papel que repitió en la secuela de 2004, La Barbería 2. En 2003, interpretó el papel de Jack en la segunda entrega de la saga Rápido y Furioso, 2 Fast 2 Furious. Más tarde, en 2004, apareció en Ealy Never Die Alone con DMX. También apareció con Mariah Carey en un vídeo musical de su sencillo "Get Your Number" de su álbum de 2005 The Emancipation of Mimi.
En 2005, Ealy coprotagonizó la película para Televisión Their Eyes Were Watching God, producida por Oprah Winfrey y Quincy Jones, y protagonizada por la actriz ganadora del Oscar, Halle Berry. El mismo año, protagonizó la película independiente Jellysmoke, dirigida por Mark Banning. Fue protagonista en el serie de televisión Showtime Sleeper Cell, en la primera temporada que salió al aire desde el 4 hasta el 18 de diciembre de 2005, y la segunda temporada que lleva el título de, Sleeper Cell: American Terror, y que salió al aire del 10 al 17 de diciembre de 2006.
El 14 de diciembre de 2006, Ealy fue nominado a un Globo de Oro por su papel en Sleeper Cell: American Terror. En la categoría de Mejor Interpretación de un Actor en una miniserie o película hecha para la televisión En diciembre de 2008 apareció en la película Siete almas junto a Will Smith como Ben Thomas. También actuó como el protagonista masculino de Beyoncé del vídeo musical "Halo", y como el oficial de campo de la CIA Marshall Vogel en la serie de televisión de la ABC FlashForward.
Ealy también aparece en la edición limitada de coffee table book (About Face), por el fotógrafo de celebridades John Russo, publicado por la Pixie Press Worldwide. Actualmente se está trabajando en la redacción de proyectos independientes. En 2009, Ealy realizó en The People Speak, un largometraje documental que utiliza representaciones dramáticas y musicales de las cartas, de los diarios, y los discursos de los estadounidenses de todos los días, con base en el historiador Howard Zinn La otra historia de los Estados Unidos.
En 2010, Ealy apareció como el abogado Derrick Bond en la segunda temporada de The Good Wife. Coprotagonizó la película de acción de 2010 Takers como Jake Ática, y apareció como Travis Marcos en EE. UU. serie original Common Law sobre dos policías que tienen que ir a terapia porque argumentan demasiado. Common Law se estrenó después de Fairly Legal el viernes 11 de mayo de 2012.
Ealy apareció como Dominic en la comedia de 2012 ensemble Piensa como hombre y su secuela de 2014, Piensa como hombre 2, y apareció como "Papa Joe" en la película inspiradora de 2012 Unconditional. Él apareció en Piensa como hombre coprotagonista Kevin Hart, y en el 2014 en el remake de About Last Night.
En 2013, Ealy firmó para interpretar "Dorian" en la serie de televisión de Fox Almost Human. Una serie policial de ciencia ficción que se lleva a cabo en el año 2048 y sigue la relación entre dos policías en su lucha por resolver crímenes del futuro que involucran tecnología muy compleja. Ealy representa al androide "Dorian", un modelo de androide mayor "DRN" que se consideran menos fiables debido a sus emociones artificiales y que tiene la tarea de proteger a su compañero John Kennex (Karl Urban). El show salió al aire por una sola temporada en Fox desde finales de 2013 hasta inicios del 2014.
En 2015, Ealy interpretó al asesino en serie "Theo" en la temporada 3 de la serie de televisión The Following. Ealy se unirá a la temporada 2 de la serie de ABC de misterio Secretos y mentiras, que saldrá al aire a mediados de 2016.

## Vida personal
En octubre de 2012, Ealy se casó con su novia de 31 años, Khatira Rafiqzada, en una ceremonia en Los Ángeles. En conjunto, la pareja tiene un hijo, Elijah, nacido en 2014 y una hija, Harlem.

## Filmografía

### Cine
| Año  | Película              | Personaje           |
| ---- | --------------------- | ------------------- |
| 2001 | Kissing Jessica Stein | Greg                |
| 2002 | Bad Company           | G-Mo                |
| 2002 | La Barbería           | Ricky Nash          |
| 2003 | 2 Fast 2 Furious      | Slap Jack           |
| 2004 | November              | Jesse               |
| 2004 | La Barbería 2         | Ricky Nash          |
| 2004 | Never Die Alone       | Mike                |
| 2005 | Jellysmoke            | Jacob               |
| 2008 | Miracle at St. Anna   | Sgt Cummings        |
| 2008 | Siete almas           | Ben Thomas          |
| 2009 | The People Speak      | El mismo            |
| 2010 | Takers                | Jake Attica         |
| 2010 | For Colored Girls     | Beau Willie         |
| 2011 | Margaret              | Dave the Lawyer     |
| 2012 | Underworld: Awakening | Detective Sebastian |
| 2012 | Piensa como hombre    | Dominic             |
| 2012 | Unconditional         | "Papa Joe" Bradford |
| 2013 | Last Vegas            | Ezra                |
| 2014 | About Last Night      | Danny               |
| 2014 | Piensa como hombre 2  | Dominic             |
| 2015 | The Perfect Guy       | Carter Duncan       |
| 2019 | The Intruder          | Scott Russell       |
| 2020 | Fatale                | Derrick Tyler       |

### Televisión
| Año     | Televisión                   | Personaje                 | Otros datos                                 |
| ------- | ---------------------------- | ------------------------- | ------------------------------------------- |
| 2000    | Metropolis                   | Calvin McDade             | piloto para televisión                      |
| 2002    | ER                           | Rick Kendrick             | Episodio: "Hindsight"                       |
| 2005    | Their Eyes Were Watching God | Virgible 'Tea Cake' Woods | ABC película para televisión                |
| 2005–06 | Sleeper Cell                 | Darwyn al-Sayeed          | Papel principal, 18 episodios               |
| 2007    | Suspect                      | Det. Marcus Tillman       | Película para televisión                    |
| 2009–10 | FlashForward                 | Marshall Vogel            | Rol recurrente, 10 episodes                 |
| 2010    | The Good Wife                | Derrick Bond              | Rol recurrente, 12 episodios                |
| 2011    | Californication              | Ben                       | 5 episodios                                 |
| 2012    | Common Law                   | Travis Marks              | Papel Principal, 12 episodios               |
| 2012    | WWE Raw                      | El mismo                  | May 7 episodios                             |
| 2013–14 | Almost Human                 | Dorian                    | Papel principal, 13 episodios               |
| 2015    | The Following                | Theo                      | Papel principal (temporada 3), 10 episodios |
| 2016    | Secrets and Lies             | Eric Warner               | Papel principal (temporada 2)               |

### Vídeos musicales
| Año  | Vídeo Musical   | Artista                  | personaje                       |
| ---- | --------------- | ------------------------ | ------------------------------- |
| 2005 | Get Your Number | Mariah Carey             | Interés amoroso de Mariah Carey |
| 2009 | Halo            | Beyoncé Knowles          | Interés amoroso de Beyoncé      |
| 2012 | Tonight         | John Legend ft. Ludacris | Interés amoroso de las mujeres  |

## Premios y nominaciones
| Año  | Trabajo Nominado             | Premio                                    | Categoría                                                            | Resultado |
| ---- | ---------------------------- | ----------------------------------------- | -------------------------------------------------------------------- | --------- |
| 2007 | Sleeper Cell                 | Golden Globe Awards                       | Actuación de Actor en una Miniserie o Película Hecha para Televisión | Nominado  |
| 2005 | Their Eyes Were Watching God | Black Reel Awards                         | Mejor Actor                                                          | Ganador   |
| 2010 | For Colored Girls            | African-American Film Critics Association | Mejor actor de soporte                                               | Ganador   |
| 2011 | For Colored Girls            | NAACP Image Awards                        | Image Award Outstanding Supporting Actor in a Motion Picture         | Nominado  |
| 2012 | Think Like a Man             | Teen Choice Awards                        | Choice Movie Actor Romance                                           | Nominado  |